# HD 121504 b
HD 121504 b (بالإنجليزية: HD 121504 b)‏ الذي يرمز له بالرمز HD 121504b، هو كوكب خارج المجموعة الشمسية، في كوكبة قنطورس، يتبع HD 121504 ‏.

## الاكتشاف
اكتشف في 7 أغسطس 2000، وكانت طريقة الاكتشاف Doppler spectroscopy.